# Región de Kainuu
Kainuu (en sueco: Kajanaland) es una región de Finlandia situada en el centro-este del país y cuya capital es Kajaani. 
Limita con las regiones de Ostrobotnia del Norte, Karelia del Norte, Savonia del Norte y Karelia (región incorporada a Rusia al concluir la II Guerra Mundial).

## Municipios
La región está compuesta por 9 municipios:
1. Hyrynsalmi
2. Kajaani
3. Kuhmo
4. Paltamo
5. Puolanka
6. Ristijärvi
7. Sotkamo
8. Suomussalmi
9. Vaala